# 般若 (高麗)
般若(はんにゃ/パニャ、生年未詳-1376年陰暦3月)は、高麗第31代国王恭愍王の後宮、第32代国王王禑 の生母。

## 生涯
彼女の出自や成長の過程などに関しては記録が存在せず、詳しい事は不明である。彼女は、恭愍王の信任を得た高僧・辛旽の侍婢であった。
当時、恭愍王と后妃達との間に子が授からず、高麗王朝は後継者問題に頭を悩ませていた。それを見かねた辛旽により、王に捧げられた。やがて、彼女は1365年に王子(王禑)を出産した。
高麗史では、般若は辛旽の愛妾であり、王禑は辛旽との間の子だとされている。これは、後に李成桂達により、李氏朝鮮建国の正統性を示す口実とされた。
恭愍王は彼女の身分が低い事に悩み、王子の母は宮人韓氏と公称した。
息子が即位した後の1376年陰暦3月に、般若は明徳太后(恭愍王の母)の住まいに侵入、太后に「国王は私が産んだのに、何故韓氏が母とされてるのか」と不満を訴えた。
しかし、太后の屋敷への乱入を罪に問われ、処刑された。(臨津江に投げ込まれたという)
正式な后と認められず、諡号はない。また、墓所の正確な場所も伝わっていない。

## 家族
氏族、父母、親族関係等は不明である。
- 夫：恭愍王、辛旽
  - 息子：王禑
    - 孫：王昌 第33代国王。